# サウスランド (映画)
『サウスランド』（原題:Infamous）は2020年に公開されたアメリカ合衆国のスリラー映画である。監督はジョシュア・コールドウェル、主演はベラ・ソーンが務めた。
本作は日本国内で劇場公開されなかったが、Amazonプライム・ビデオでの配信が行われている。

## ストーリー
フロリダ州。アリエールは母親のジャネットと一緒に暮らしていたが、ジャネットは娘そっちのけで恋人のボビーに熱を上げていた。アリエールはSNSを愛用しており、フォロワーを増やすために色々投稿していたが、なかなか注目が集まらなかった。ある日の夜、アリエールはパーティーの席で殴り合いの喧嘩をし、近くにいた人々がその様子を録画してSNSに投稿した。その結果、アリエールのアカウントのフォロワー数は一夜にして147人も増加した。
アリエールは引っ越してきたばかりの青年、ディーンと知り合いになり、徐々に親しくなっていった。パーティーの席で、ディーンは「俺は強盗の罪でムショにいた。父親と同居しているのは好きでそうしているからじゃない。あんな酒乱と一緒に住みたいバカはいないだろうよ。仮釈放の条件だから仕方なくそうしているだけだ」とアリエールに明かした。母親にうんざりしていたアリエールはその言葉に共感し、ハリウッドに行って大物になりたいという夢をディーンに語った。
ある日、アリエールは貯金がなくなっていることに気が付き、怒ってジャネットの部屋に駆け込んだ。アリエールが「あんたが貯金を盗んだんでしょ」とボビーを糾弾したところ、逆上したボビーに突き飛ばされてしまった。「今度あったらぶっ殺してやる」と言い放った後、アリエールはディーンの家に向かった。ところが、そこでも一悶着が起きていた。ディーンが酒に酔った父親から暴力を受けていたのである。アリエールは何とかして止めようとしたが、またしても突き飛ばされた。その様子を見ていたディーンは怒り狂い、父親を階段から突き落として殺害してしまった。狼狽したアリエールとディーンは取り敢えず街を離れることにしたが、手元に金が全くなかったため、近くのガソリンスタンドに強盗に入った。何を思ったのか、アリエールはディーンが強盗する姿をSNSで配信し始めた。しかし、ディーンはそれに気が付けなかった。
強盗の一部始終を中継したアリエールのアカウントは大いに注目されるようになり、一挙に3000以上のフォロワーを獲得した。しかし、アリエールはそれに満足することができず、さらなる注目を集めるべく、行動をエスカレートさせていくのだった。

## キャスト
- ベラ・ソーン - アリエール・サマーズ
- ジェイク・マンリー - ディーン・テイラー
- アンバー・ライリー - エル
- マイケル・シロー - カイル
- マリサ・カフラン - ジャネット
- ジョーイ・オグレスビー - ボビー

## 製作
2019年2月4日、ジョシュア・コールドウェル監督の新作映画『Southland』にベラ・ソーンが出演することになったと報じられた。5月10日、ジェイク・マンリーの起用が発表された。7月、本作の主要撮影がオクラホマ州のガスリーで始まった。2020年6月12日、本作のサウンドトラックが発売された。

## マーケティング・興行収入
2020年5月11日、ヴァーティカル・エンターテインメントが本作の全米配給権を獲得したとの報道があった。その際、本作のタイトルは『Southland』から『Infamous』に変更された。19日、本作のオフィシャル・トレイラーが公開された。6月12日、本作は全米58館で公開され、公開初週末に16万371ドルを稼ぎ出し、週末興行収入ランキング初登場2位となった。

## 評価
本作に対する批評家の評価は芳しいものではない。映画批評集積サイトのRotten Tomatoesには27件のレビューがあり、批評家支持率は22%、平均点は10点満点で4.45点となっている。サイト側による批評家の見解の要約は「『サウスランド』は現代の若者に苦言を呈そうとしたが、その結果は全く印象に残らないストーリーを生み出しただけだった。当然、そこには語るべき価値のあるものがほとんどない。」となっている。また、Metacriticには6件のレビューがあり、加重平均値は40/100となっている。

## 関連
- ボニーとクライド - 1930年代前半にアメリカ中西部で銀行強盗や殺人を繰り返したカップル。
- ナチュラル・ボーン・キラーズ - 1994年製作のアメリカ映画。